# Rukneddine

Rukun Eldin trên bản đồ Quận Damaskus

Rukneddine hoặc Rukn al-Din (tiếng Ả Rập: ركن الدين) là một đô thị của Damascus, Syria. Trong cuộc điều tra dân số năm 2004, nó có dân số 92.646. Đây là khu phố Kurd lịch sử của thành phố.

## Lịch sử
Nguyên đặt tên theo Rukn al-Din Mankuris al-Faliki al-Aadili (ركن الدين منكورس الفلكي العادلي) là người đầy tớ và bạn đồng hành của Falik al-Din Suleiman al-Aadili (فلك الدين سليمان العادلي), một người anh em một nửa al-Aadil Seif al-Din Abu Bakr Bin Ayoub (Tiếng Anh là người cai trị Saladin anh chị em khác của mình trong sự cai trị.
Đô thị này có "al-Madrasa al-Rukniyeh" nổi tiếng ở quảng trường Shamdine (được đặt theo tên của Said Pasha Shamdine), nơi Rukn al-Din Mankuris được chôn cất.
nó là nơi sinh của học giả Hồi giáo nổi tiếng và cựu Grand Mufti của Syria Sheikh Ahmed Kuftaro, người phục vụ tại Nhà thờ Hồi giáo Abu Nur ở quận  và được chôn cất ở đó vào năm 2004.
Vào ngày 21 tháng 3 năm 1986, người Kurd tìm cách ăn mừng năm mới của người Kurd-Iran (Newroz) đã đụng độ với lực lượng an ninh nhà nước có ý định ngăn chặn bất kỳ lễ hội nào xảy ra. Một thanh niên người Kurd, người đến thăm từ thành phố Qamishli phía đông bắc, đã bị cảnh sát giết chết.
Vào ngày 4 tháng 5 năm 2015, trong cuộc Nội chiến Syria, các chiến binh Jabhat al-Nusra trên xe máy đã thực hiện một cuộc tấn công tự sát chống lại lực lượng an ninh trong đô thị.

## Huyện
- Asad ad-Din (pop 34.314)
- Ayyubiyah (pop 13,089)
- Al-Fayhaa (pop 11.330)
- Al-Naqshabandi (pop 33.913)